# 107 Dywizjon Artylerii Przeciwpancernej
107 Dywizjon Artylerii Przeciwpancernej (107 dappanc) – pododdział artylerii przeciwpancernej ludowego Wojska Polskiego i Sił Zbrojnych RP.
Dywizjon został sformowany w 1990 roku, w składzie 2 Pomorskiej Dywizji Zmechanizowanej. Stacjonował w Szczecinku. W 1994 roku utracił status jednostki wojskowej i został włączony w skład 30 Pomorskiego Pułku Artylerii Mieszanej.

## Struktura organizacyjna
Dowództwo i sztab
- pluton dowodzenia
- trzy baterie armat ppanc
  - dwa plutony ogniowe po 3 działony
- pluton remontowy
- pluton zaopatrzenia
- pluton medyczny

Razem w dappanc. 18 armat 85 mm.

Jednostka była także uzbrojona w samobieżne wyrzutnie pocisków przeciwpancernych 9P133 Malutka-P na pojazdach BRDM-2.